# إيان بيزلي
إيان ريتشارد كايل بيزلي، بارون بانسايد، عضو المجلس الخاص للملكة المتحدة (6 أبريل 1926 - 12 سبتمبر 2014) هو سياسي موالي لأيرلندا الشمالية وزعيم ديني بروتستانتي عمل كزعيم للحزب الوحدوي الديمقراطي من 1971 إلى 2008 ورئيس وزراء أيرلندا الشمالية من 2007 إلى 2008.
أصبح بيزلي وزيرًا إنجيليًا بروتستانتيًا عام 1946 وظل هكذا لبقية حياته. في عام 1951 شارك في تأسيس الكنيسة المشيخية الحرة الأصولية الإصلاحية في أولستر وكان زعيمها حتى عام 2008. اشتهر بايزلي بخطبه النارية ودعوته بانتظام إلى مناهضة الكاثوليكية ومعاداة المسكونية والمثلية الجنسية. اكتسب مجموعة كبيرة من الأتباع الذين يشار إليهم باسم البيزليين.
انخرط بيزلي في السياسة النقابية الموالية لأولستر في أواخر خمسينيات القرن العشرين. في منتصف الستينيات، قاد وحرض معارضة موالية لحركة الحقوق المدنية الكاثوليكية في أيرلندا الشمالية. ساهم هذا في اندلاع الاضطرابات في أواخر الستينيات، وهو الصراع الذي ابتلع أيرلندا الشمالية على مدار الثلاثين عامًا القادمة. في عام 1970 أصبح عضوًا في البرلمان عن شمال أنتريم وفي العام التالي أسس الحزب الاتحادي الديمقراطي، الذي قاده لما يقرب من 40 عامًا. في عام 1979 أصبح عضوًا في البرلمان الأوروبي.
طوال فترة الاضطرابات، كان يُنظر إلى بيزلي على أنه مصدر قلق ووجه للنقابات المتشددة. عارض كل محاولات حل النزاع من خلال تقاسم السلطة بين الوحدويين والقوميين/ الجمهوريين الأيرلنديين، وجميع المحاولات لإشراك جمهورية أيرلندا في الشؤون الشمالية. ساعدت جهوده في إسقاط اتفاقية سانينغيدل لعام 1974. كما عارض الاتفاقية الأنجلو أيرلندية لعام 1985، مع نجاح أقل في إسقاطها. وبلغت محاولاته لإنشاء حركة شبه عسكرية ذروتها في مقاومة أولستر. كما عارض بيزلي وحزبه عملية السلام في أيرلندا الشمالية واتفاقية الجمعة العظيمة لعام 1998.
في عام 2005، أصبح الحزب الاتحادي الديمقراطي الذي ينتمي إليه بيزلي أكبر حزب نقابي في أيرلندا الشمالية، ما أدى إلى إزاحة حزب أولستر الوحدوي، الذي سيطر على السياسة النقابية منذ عام 1905 وكان حزبًا أساسيًا في اتفاقية الجمعة العظيمة. في عام 2007، بعد اتفاقية سانت أندروز، وافق الحزب الاتحادي الديمقراطي أخيرًا على تقاسم السلطة مع الحزب الجمهوري شين فين. أصبح بيزلي وشين فين مارتن ماكجينيس رئيسًا للوزراء ونائبه على التوالي في مايو 2007. تنحى عن منصبه كرئيس وزراء وزعيم الحزب الديمقراطي الاتحادي في منتصف عام 2008، وترك السياسة في عام 2011. أصبح بيزلي صاحب لقب دائم في عام 2010 بصفته بارون بانسايد.

## حياته الشخصية
ولد إيان ريتشارد كايل بيزلي في أرماغ، مقاطعة أرماغ، وترعرع في مدينة باليمينا، مقاطعة أنتريم، حيث كان والده جيمس كايل بيزلي قسًا معمدانيًا مستقلًا خدم سابقًا في متطوعي ألستر تحت قيادة إدوارد كارسون. كانت والدته اسكتلندية.
تزوج بيزلي من إيلين كاسيلز في 13 أكتوبر 1956. وأنجبا خمسة أطفال، البنات: شارون وروندا وشيريث وتوأم، كايل وإيان. ثلاثة من أبنائهم يتبعون والدهم في السياسة أو الدين: كايل هو وزير مشيخي حر؛ إيان هو نائب نائب رئيس الحزب الوحدوي الديمقراطي؛ وروندا، مستشارة الحزب الوحدوي الديمقراطي المتقاعدة. كان لديه أخ، هارولد، وهو أيضًا أصولي إنجيلي.
رأى بيزلي نفسه في المقام الأول على أنه رجل أولستري. ومع ذلك، على الرغم من عداءه لتحول أيرلندا إلى الجمهورية وجمهورية أيرلندا، فقد اعتبر نفسه أيضًا رجلًا إيرلنديًا وقال لا يمكنك أن تكون أولستريًا دون أن تكون إيرلنديًا.

## مسيرته الدينية
عندما كان مراهقًا، قرر بيزلي أن يتبع والده ويصبح قسيسًا مسيحيًا. ألقى خطبته الأولى وهو يبلغ من العمر 16 عامًا في قاعة إرسالية في مقاطعة تيرون. في أواخر أربعينيات القرن العشرين، أجرى تدريبًا لاهوتيًا في مدرسة باري للإنجيلية (تسمى الآن مدرسة ويلز الإنجيلية للاهوت)، وبعد ذلك، لمدة عام، في قاعة الكنيسة المشيخية الإصلاحية في بلفاست.
في عام 1951، حظرت سلطات الكنيسة على جماعة من الكنيسة المشيخية في أيرلندا عقد اجتماع في قاعة كنيستهم والتي كان من المقرر أن يكون بيزلي المتحدث فيها. ردًا على ذلك، غادر قادة هذه الجماعة وبدأوا طائفة جديدة، الكنيسة المشيخية الحرة في أولستر، مع بيزلي، الذي كان يبلغ من العمر 25 عامًا فقط في ذلك الوقت. سرعان ما أصبح بيزلي زعيمًا (أو وسيطًا) للكنيسة المشيخية الحرة وأعيد انتخابه كل عام، على مدار الأعوام السبعة والخمسين التالية.
الكنيسة المشيخية الحرة هي كنيسة أصولية وإنجيلية، تتطلب فصلًا صارمًا عن أي كنيسة خرجت عن العقائد الأساسية لكلمة الله. في وقت تعداد عام 1991، كان للكنيسة حوالي 12 ألف عضو، أي أقل من 1 في المائة من سكان أيرلندا الشمالية.
روج بيزلي لشكل محافظ للغاية من الحرفية التوراتية ومعاداة الكاثوليكية، والتي وصفها بأنها بروتستانتية الكتاب المقدس. يصف موقع الويب الخاص بذراع العلاقات العامة لبيزلي، المعهد الأوروبي للدراسات البروتستانتية، غرض المعهد على أنه شرح الكتاب المقدس، وفضح البابوية، وتعزيز، والدفاع، والحفاظ على البروتستانتية الكتابية في أوروبا وخارجها. يصف موقع بيزلي الإلكتروني عددًا من المجالات العقائدية التي يعتقد فيها أن الكنيسة الرومانية (التي أطلق عليها اسم بابيري) قد انحرفت عن الكتاب المقدس وبالتالي عن المسيحية الحقيقية. على مر السنين، كتب بيزلي العديد من الكتب والنشرات حول آرائه الدينية والسياسية، بما في ذلك تعليق على رسالة بولس الرسول إلى أهل رومية. أنشأ بيزلي جريدته الخاصة في فبراير 1966، البروتستانت تلغراف، كآلية لنشر رسالته بشكل أكبر.
في ستينيات القرن العشرين، طور بيزلي علاقة مع جامعة بوب جونز الأصولية الواقعة في جرينفيل، ساوث كارولينا. في عام 1966، حصل على الدكتوراه الفخرية في اللاهوت من المؤسسة وعمل بعد ذلك في مجلس أمنائها. أدت هذه العلاقة لاحقًا إلى إنشاء الكنيسة المشيخية الحرة لأمريكا الشمالية في عام 1977. وقد أدت الدكتوراه الفخرية التي حصل عليها، جنبًا إلى جنب مع عناده السياسي، إلى لقب بيزلي بـ «دكتور لا».
عندما التقت الأميرة مارجريت والملكة الأم بالبابا يوحنا الثالث والعشرون عام 1958، أدانهما بيزلي لارتكابهما الزنا الروحي والزنا مع المسيح الدجال. عندما توفي البابا يوحنا في يونيو 1963، أعلن بيزلي أمام حشد من الأتباع أن رجل الخطيئة الروماني هذا موجود الآن في الجحيم! ونظم احتجاجات ضد إنزال الأعلام على المباني العامة إحياء لوفاة البابا.
في عام 1988، بعد أن أعطى تحذيرًا مسبقًا بنواياه، قاطع بيزلي خطابًا ألقاه البابا يوحنا بولس الثاني في البرلمان الأوروبي. صاح بيزلي أنا أشجبك بصفتك المسيح الدجال ورفعوا ملصق كتب عليه البابا يوحنا بولس الثاني المسيح الدجال. سخر نواب آخرون من بيزلي، وألقوا أوراقًا عليه وانتزعوا ملصقه، لكنه قدم ملصقًا آخر واستمر في الصراخ. ووبخه الرئيس البرلماني لورد بلامب، الذي استبعده رسميًا. ثم أبعِد بالقوة من الغرفة. يزعم بيزلي أنه أصيب على يد أعضاء آخرين في البرلمان الأوروبي -بما في ذلك أوتو فون هابسبورغ- الذي ضربه وألقوا عليه أشياء.